# Geophilus madeirae
Geophilus madeirae är en mångfotingart som beskrevs av Robert Latzel 1895. Geophilus madeirae ingår i släktet Geophilus och familjen storjordkrypare. Inga underarter finns listade i Catalogue of Life.